# 震源深度
震源深度指震源到地面的鉛直距离，根据震源深度不同，可将天然地震分为極淺層地震、浅源地震、中源地震和深源地震四种：
- 極淺源地震:震源深度在0~30公里的地震
- 浅源地震：也称浅震，震源深度在30~70公里的地震。浅源地震发震的频率最多，对人类的影響也最大，在地球陆地的地震，95%以上都是浅源地震；[1][2]
- 中源地震：震源深度在70～300公里之间的地震。90%以上的中源地震发生在环太平洋地震带上，一般不造成灾害；
- 深源地震：震源深度超过300公里的地震。深源地震多发生在太平洋一带的深海沟附近。目前已知震源最深的地震是1934年6月29日发生于今印度尼西亚苏拉威西岛东边的6.9级地震，震源深度达720公里。深源地震即使震级很高，一般也不会造成灾害。有时也将“中源地震”和“深源地震”统称为深震。